# Jason Danino-Holt
Jason Danino-Holt (hébreu : ג'ייסון דנינו-הולט ; Tel Aviv, 17 janvier 1987) est un animateur de télévision israélien. Il a présenté des programmes de MTV Europe, Nickelodeon et i24news. Il a été le porte-parole israélien du Concours Eurovision de la chanson 2007.
Sa mère, Chantal Danino, est marocaine franco-canadienne et son père, Martin Holt, est britannique. Il a étudié l'art dramatique avec Thelma Yellin et n'a pas pu faire son service militaire à cause de problèmes de santé.
Il a fait son coming out en 2008 et, actuellement, il habite à Londres où il présente Switched On.